# NSC TV Blumenau
NSC TV Blumenau é uma emissora de televisão brasileira sediada em Blumenau, cidade do estado de Santa Catarina. Opera no canal 3 (34 UHF digital) e é afiliada à TV Globo. Devido a dificuldade de recepção dela e de outras emissoras por causa da topografia das montanhas, opera também no canal 35 UHF (49.1) no Morro do Cachorro. Integra a NSC TV, rede de televisão de Santa Catarina pertencente à NSC Comunicação. Seus estúdios estão no Centro da cidade e sua antena de transmissão está na Ponta Aguda. A emissora também possui uma sucursal em Itajaí, onde são produzidas matérias jornalísticas exibidas na programação local, além de entradas ao vivo.

## História

### TV Coligadas (1969–1983)
O estado de Santa Catarina não possuía emissoras de televisão locais até 1969. A primeira iniciativa para criação de uma emissora local se deu em dezembro de 1964, em Florianópolis, quando Hilário Silvestre criou a TV Florianópolis, no canal 11 VHF. Como a mesma não possuía licença pra operar, o DENTEL fechou a emissora após 4 meses no ar. A maior parte do estado sintonizava sinais vindos de emissoras de outros estados através de enlaces precários de micro-ondas. Blumenau por exemplo, recebia o sinal da TV Iguaçu e da TV Paraná, ambas de Curitiba, Paraná, através de repetidoras nos canais 4 VHF e 6 VHF, a partir de 1968.
O surgimento da televisão em Santa Catarina, de facto, só aconteceu em 1.º de setembro de 1969, quando uma sociedade formada por Wilson de Freitas Melro, Caetano de Figueiredo e Flavio Rosa, além de outros 307 acionistas, fundou a TV Coligadas, operando através do canal 3 VHF de Blumenau. O nome "Coligadas" era uma referência ao conglomerado que reunia além da TV, as emissoras de rádio do grupo e o Jornal de Santa Catarina, fundado posteriormente em 1971. A primeira transmissão da emissora ocorreu às 18h, com a exibição de programas locais e atrações gravadas da Rede Tupi e da Rede Globo, até as 21h. Em sua fase inicial, a TV Coligadas contratou vários profissionais de fora do estado, vindos da TV Gaúcha de Porto Alegre e da TV Paraná, além de funcionários estabelecidos em Blumenau que em sua maioria não possuíam conhecimento algum sobre televisão.
A emissora continuou transmitindo programas da Tupi até 1970, quando foi fundada na capital a TV Cultura, que assinou contrato com a rede dos Diários Associados. A TV Coligadas passa então a retransmitir apenas a programação da Globo, criando uma concorrência com a TV Cultura. No mesmo ano, a TV Coligadas instala uma retransmissora em Florianópolis, através do canal 12 VHF. Nesta época, a programação local foi reduzida. O principal programa era o bloco local do Jornal Nacional, apresentado entre 1970 e 1974 por Carlos Braga Mueller, e dirigido por Nestor Carlos Fedrizzi. Assim como nas outras afiliadas, a duração do bloco era ínfima, chegando a pouco mais de 5 minutos.
Em 1975, as Emissoras Coligadas começam a enfrentar problemas financeiros, pouco depois da criação do Jornal de Santa Catarina. O departamento de jornalismo do jornal, que era o mesmo da TV funcionava na Rua São Paulo, em outro ponto da cidade. Com isso, as notícias chegavam em cima da hora no estúdio da emissora, o que gerou dificuldades de administração. Além disso, os custos com o grupo de comunicação e outros negócios tornaram a situação instável e acabaram gerando uma cisão na sociedade administradora da emissora. Em 1976, o empresário Mário Petrelli compra a TV Coligadas e o Santa, tornando-se o novo proprietário do grupo, em associação com os políticos Paulo Konder Bornhausen e Jorge Bornhausen.
Em 1977, a Rede Brasil Sul de Comunicações recebe a concessão de geradora do canal 12 VHF de Florianópolis para a criação da TV Catarinense, que formaria rede bi-estadual com a TV Gaúcha de Porto Alegre, criando assim a RBS TV. A Globo então transfere o seu sinal para a nova emissora, e não renova o seu contrato com a TV Coligadas, que era previsto para expirar em julho de 1979. Como forma de retaliação (uma vez que Petrelli havia participado da concorrência do canal e havia sido preterido em favor da RBS, que era mais alinhada ao Governo Federal), a emissora de Blumenau resolve boicotar a exibição das telenovelas que a Globo havia estreado no primeiro semestre de 1979 (Memórias de Amor, Feijão Maravilha e Pai Herói), e resolve antecipar a sua saída da rede em três meses, migrando para a Rede Tupi em 1.º de maio, o que fez a RBS antecipar a inauguração da TV Catarinense para o mesmo dia, ainda sem condições de produzir programação local.
No ano seguinte, enfraquecida pelos problemas financeiros e pela perda da programação da Globo, a TV Coligadas é novamente posta à venda. Em março, é adquirida pela Rede Brasil Sul de Comunicações, e passa a transmitir em cadeia com a TV Catarinense, além de voltar a ser afiliada à Globo em 1.º de abril, exatamente 11 meses depois de deixar a rede. A quantia oferecida pela RBS a Mário Petrelli na transação acabou servindo para ele concluir a implantação da TV Cultura de Chapecó, inaugurada em 1982 — e ironicamente, também vendida para a RBS apenas alguns meses depois de ser inaugurada.

### RBS TV Blumenau (1983–2017)

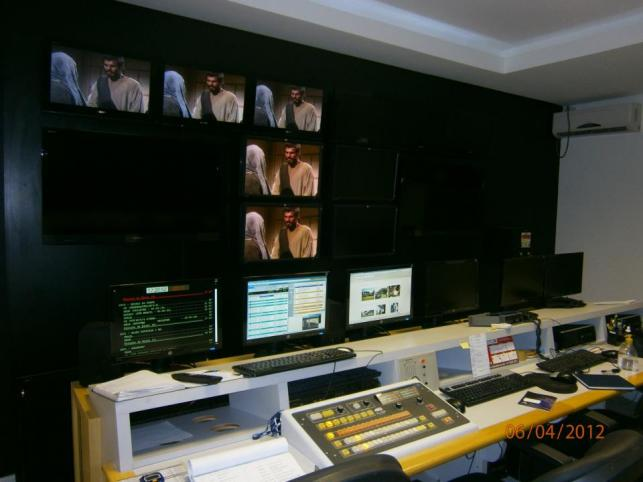
Controle mestre da emissora em 2012

Em 1.º de outubro de 1983, seguindo a padronização das emissoras da RBS TV, a TV Coligadas passou a se chamar RBS TV Blumenau. A emissora expandiu durante a década seu sinal para as cidades do Vale do Itajaí através de retransmissoras via micro-ondas, que são utilizadas até hoje, como exceção do sinal vindo de Florianópolis, que é via satélite.
Em 7 de março de 2016, o Grupo RBS comunica a venda da emissora e das demais operações em Santa Catarina para os empresários Lírio Parisotto (Videolar-Innova) e Carlos Sanchez (Grupo NC). Parisotto posteriormente abandona a sociedade devido ao escândalo com Luíza Brunet, fazendo do Grupo NC e seus acionistas proprietários integrais das novas empresas.

### NSC TV Blumenau (2017–presente)
Em 15 de agosto de 2017, a RBS TV de Santa Catarina completa o processo de transição para a NSC Comunicação, e passa a se chamar NSC TV. A RBS TV Blumenau então passa a se chamar NSC TV Blumenau, bem como as demais emissoras do estado.

## Sinal digital
| Canal virtual | Canal digital | Resolução de tela | Programação                                      |
| ------------- | ------------- | ----------------- | ------------------------------------------------ |
| 3.1           | 34 UHF        | 1080i             | Principal programação da NSC TV Blumenau / Globo |

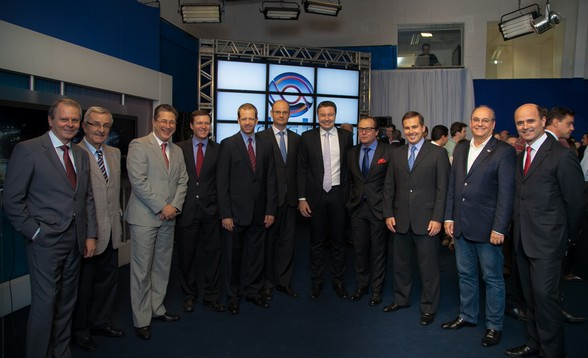
Inauguração do sinal digital em abril de 2013

A emissora iniciou suas transmissões digitais em 25 de abril de 2013, durante a exibição do RBS Notícias, cujo evento de inauguração contou com a participação de diversas autoridades municipais, estaduais e do Grupo RBS. Foram exibidas reportagens especiais nos telejornais no decorrer da semana, e em 26 de abril, foi exibido o Jornal do Almoço especial em alta definição. Os programas locais passaram a ser produzidos no formato em 29 de agosto de 2014, fazendo da emissora a primeira a gerar programação local em alta definição.
Transição para o sinal digital
Com base no decreto federal de transição das emissoras de TV brasileiras do sinal analógico para o digital, a NSC TV Blumenau, bem como as outras emissoras de Blumenau, cessou suas transmissões pelo canal 3 VHF em 17 de dezembro de 2018, seguindo o cronograma oficial da ANATEL.

## Programas
Atualmente, a emissora produz o Jornal do Almoço, apresentado por Patrícia Silveira, além de contar com os comentários de Valther Ostermann. O restante da programação é composto pelos programas gerados pela NSC TV Florianópolis e pelos programas nacionais da Globo. São produzidos também especiais exibidos em todo o estado, como o desfile da Oktoberfest. A coordenação local de jornalismo é de Katiuscia Reis.

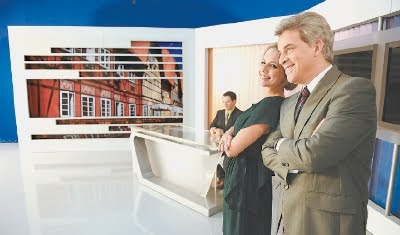
Novo cenário, inaugurado em 22 de novembro de 2010

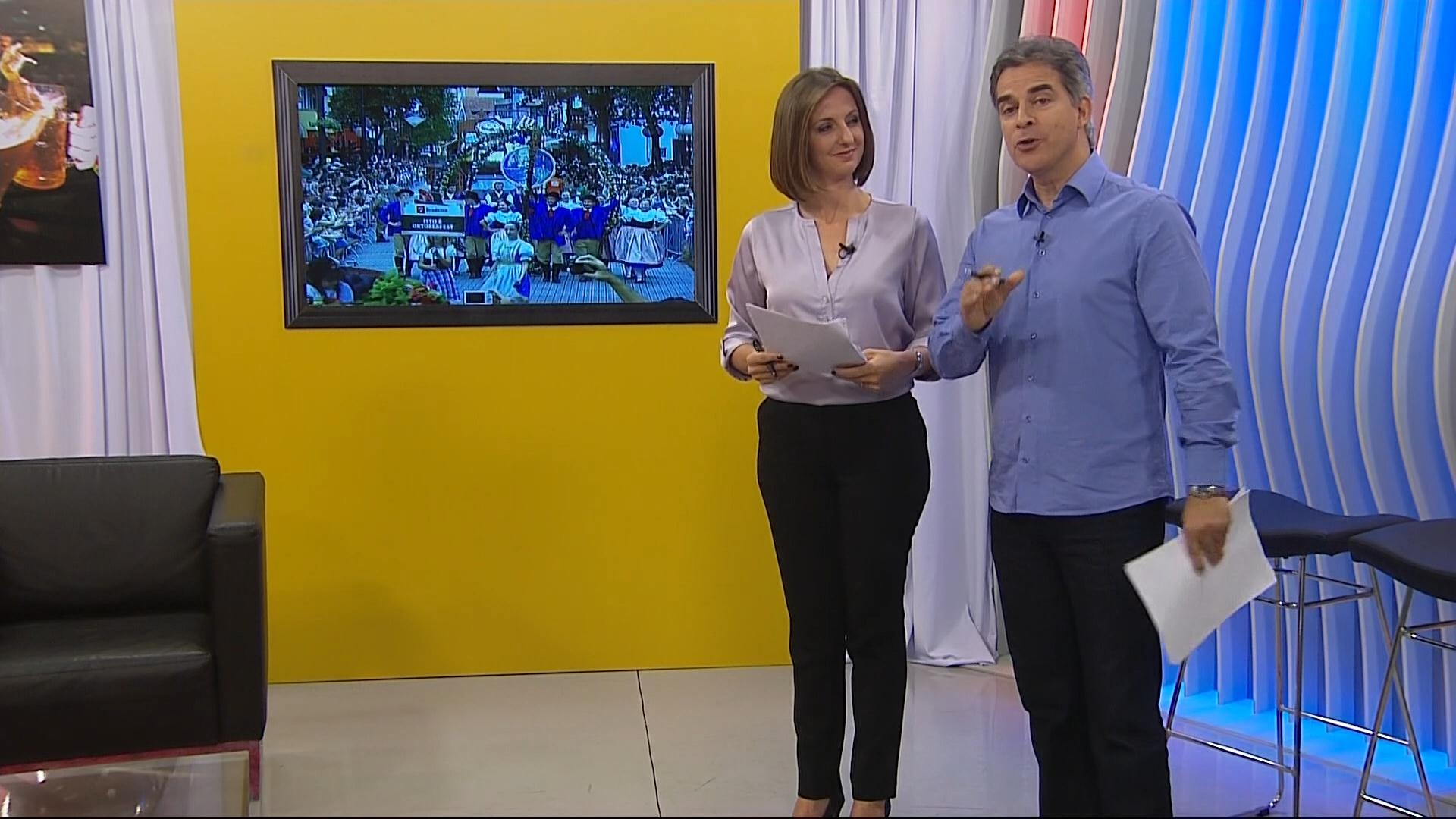
Exibição especial do desfile da Oktoberfest

Desde que passou a pertencer à RBS TV, a emissora produzia blocos locais do Jornal do Almoço e RBS Notícias, de maneira integrada com a cabeça de rede em Florianópolis. Por alguns anos, também produziu aos fins de semana o RBS Comunidade, que abordava assuntos e iniciativas de interesse local da região, tal como suas co-irmãs ao longo do estado. Em 7 de maio de 2010, o Jornal do Almoço passou a ser apresentado integralmente de Blumenau, dependendo apenas da previsão do tempo gravada de Florianópolis. Em 22 de novembro do mesmo ano, a emissora inaugurou um novo cenário no padrão da Globo, que teve algumas modificações com a estreia do novo grafismo do telejornal em 2015.
Nesse ano, devido a contenções de gastos, a RBS TV Blumenau extinguiu em janeiro o bloco local do RBS Notícias. Em março de 2017, também cortou os dois blocos finais do Jornal do Almoço, que voltou a ter uma parte transmitida a partir de Florianópolis, mas em agosto, retomou a produção de mais um bloco local.
Em abril de 2018, Joelson dos Santos, que apresentava o Jornal do Almoço há cerca de 8 anos deixou a NSC TV Blumenau, sendo substituído por Adriana Krauss, que já havia apresentado o telejornal entre 2002 e 2004. Krauss foi temporariamente substituída por Vanessa Nora durante sua licença maternidade, até que em janeiro de 2019, Nora deixou a atração, que foi assumida pela repórter Marina Dalcastagne. Em 12 de agosto, a emissora retomou a produção integral do Jornal do Almoço, voltando ao esquema de antes de 2017.
Em 17 de junho de 2022, Adriana Krauss deixou a NSC TV Blumenau, sendo substituída pela repórter Patrícia Silveira na apresentação do Jornal do Almoço, e por Katiuscia Reis na coordenação local de jornalismo.

## Retransmissoras
| Cidade             | Analógico | Digital | Cidade           | Analógico | Digital | Cidade             | Analógico | Digital | Cidade           | Analógico | Digital |
| ------------------ | --------- | ------- | ---------------- | --------- | ------- | ------------------ | --------- | ------- | ---------------- | --------- | ------- |
| Agrolândia         | 07        | -       | Apiúna           | 07        | -       | Ascurra            | 13        | -       | Atalanta         | 10        | -       |
| Balneário Camboriú | -         | 07 (34) | Benedito Novo    | 12        | -       | Bombinhas          | 22        | -       | Botuverá         | 07        | -       |
| Braço do Trombudo  | 10        | -       | Brusque          | -         | 05 (33) | Cabeçudas (Itajaí) | 12        | 34      | Canelinha        | 07        | -       |
| Dona Emma          | 11        | -       | Doutor Pedrinho  | 07        | -       | Gaspar             | -         | 08 (24) | Guabiruba        | 07        | -       |
| Ibirama            | 07        | 42*     | Itajaí           | -         | 07 (33) | Itapema            | 08        | -       | Ituporanga       | 09        | 42*     |
| José Boiteux       | 12        | -       | Nova Trento      | 07        | -       | Penha              | -         | 58 (34) | Petrolândia      | 12        | -       |
| Pomerode           | -         | 12 (33) | Porto Belo       | 08        | 31      | Presidente Getúlio | 31        | -       | Presidente Nereu | 12        | -       |
| Rio do Campo       | 13        | -       | Rio do Oeste     | 13        | -       | Rio do Sul         | -         | 11 (34) | Rio dos Cedros   | -         | 10 (24) |
| Rodeio             | 13        | -       | Salete           | 07        | -       | São João Batista   | 07        | -       | Taió             | 10        | 25*     |
| Timbó              | -         | 10 (24) | Trombudo Central | 04        | -       | Vidal Ramos        | 10        | -       | Vitor Meireles   | 11        | -       |
| Witmarsum          | 12        | -       |                  |           |         |                    |           |         |                  |           |         |

* - Em implantação

## Slogans
- 1969: A emissora da integração catarinense
- 1970–1979: A menina dos seus olhos
- 1972: Sucesso em tôda linha (anúncios)

Após a compra pelo Grupo RBS, os slogans passaram a ser os mesmos utilizados pela RBS TV.
- 2017: "Nossa Santa Catarina"